# Valentina Kamsulyeva
Valentina Kamsulyeva (2 de marzo de 1971) es una deportista kazaja que compitió en judo. Ganó una medalla de bronce en el Campeonato Asiático de Judo de 1995 en la categoría de –61 kg.

## Palmarés internacional
| Campeonato Asiático | Campeonato Asiático | Campeonato Asiático | Campeonato Asiático |
| Año                 | Lugar               | Medalla             | Categoría           |
| ------------------- | ------------------- | ------------------- | ------------------- |
| 1995                | Nueva Delhi (India) | Medalla de bronce   | –61 kg              |